# Cardiochiles falcatus
Cardiochiles falcatus är en stekelart som beskrevs av Vladimir Ivanovich Tobias och Alexeev 1977. Cardiochiles falcatus ingår i släktet Cardiochiles och familjen bracksteklar. Inga underarter finns listade.